# Wereld open schaken 2002
Het 30e World open dat in juli 2002 in Philadelphia gespeeld werd, eindigde in een gelijke stand van negen spelers aan de top met 7 punten uit negen ronden. Na de tie-break werd Ilya Smirin eerste, Alexander Onitsjoek tweede en Artur Joesoepov derde. De plaatsen vier t/m tien waren respectievelijk voor: Jaan Ehlvest, Alek Wojtkiewicz, Benjamin Finegold, Jonathan Rowson, Varuzhan Akobian en Kamil Mitoń. De tiende plaats was voor Ildar Ibragimov. Er waren 217 deelnemers.